# Linzhi
La ville-préfecture de Linzhi, également désignée sous le nom de Nyingchi (chinois : 林芝市 ; pinyin : línzhī shi ; tibétain : ཉིང་ཁྲི་ས་ཁུལ་, Wylie : nying-khri) est une ville-préfecture de la région autonome du Tibet en République populaire de Chine.

## Climat
Le climat est de type montagnard. Les températures moyennes pour la ville de Nyingchi vont d'environ +2 °C pour le mois le plus froid à +18 °C pour le mois le plus chaud, avec une moyenne annuelle de 9,8 °C, et la pluviométrie y est de 661 mm.

## Démographie
La population de la ville-préfecture était estimée à 140 000 habitants en 2004.

## Géographie
Le mont Mila culminant aux environs de 5 000 mètres est situé à l'Ouest de la préfecture. Le Nyang Chu qui traverse la ville-préfecturede Linzhi et le Kyi chu qui traverse la ville-préfecture de Lhassa prennent leurs sources dans ses glaciers.

### Subdivisions administratives

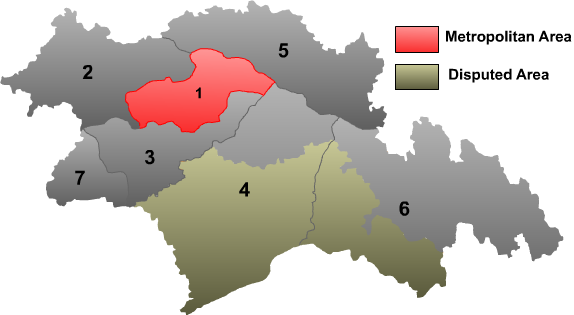
Les districts de la ville-préfecture de Nyingchi (la carte intègre une partie du territoire de l'Arunachal Pradesh revendiqué par la Chine)

La préfecture de Nyingchi exerce sa juridiction sur un district urbain et sept xian :
| Nom                   | Tibétain       | Wylie                    | Chinois    | Pinyin             |
| --------------------- | -------------- | ------------------------ | ---------- | ------------------ |
| District de Bayi      | བྲག་ཡིབ་གྲོང་ཆུས།   | brag yib chus            | 巴宜区     | bāyí qū            |
| Xian de Gongbo'gyamda | ཀོང་པོ་རྒྱ་མདའ་རྫོང་ | kong po rgya mda' rdzong | 工布江达县 | Gōngbùjiāngdá xiàn |
| Xian de Mainling      | སྨན་གླིང་རྫོང་      | sman gling rdzong        | 米林县     | Mǐlín xiàn         |
| 'Xian de Mêdog        | མེ་ཏོག་རྫོང་       | me tog rdzong            | 墨脱县     | Mòtuō xiàn         |
| Xian de Bomi          | སྤོ་མེས་རྫོང་       | spo mes rdzong           | 波密县     | Bōmì xiàn          |
| Xian de Zayü          | རྫ་ཡུལ་རྫོང་       | rdza yul rdzong          | 察隅县     | Cháyú xiàn         |
| Xian de Nang          | སྣང་རྫོང་         | snang rdzong             | 朗县       | Lǎng xiàn          |